# Vassili Vassilievitch Kotchoubeï
Pour les autres membres de la famille, voir Famille Kotchoubeï.
Vassili Vassilievitch Kotchoubeï. (En alphabet cyrillique : Василий Васильевич Кочубей). Né le 13 août 1784 à Iaroslavets (raïon de Krolevets / Oblast de Soumy / Ukraine), décédé le 9 septembre 1844. Il prit part aux Guerres napoléoniennes, Conseiller privé en 1835.

## Famille
Fils aîné du major-général Vassili Vassilievitch Kotchoubeï (1756-1800) et de son épouse Ielena Vassilievna Toumanskaïa (1762-1836).
En 1815, Vassili Vassilievitch Kotchoubeï épousa Avdotia Vassilievna Lizougova (23 août 1793-7 mars 1815), peu de temps après cette union son épouse décéda de la tuberculose.
En 1820, il épousa en secondes noces, Varvara Nikolaïevna Rakhmanova (décédée le 7 décembre 1846).
Quatre enfants naquirent de cette union :
- Ielizaveta Vassilievna Kotchoubeï : (1821-1897), elle épousa le prince Lev Viktorovitch Kotchoubeï (1810-1890). Fils du prince Viktor Pavlovitch Kotchoubeï et de son épouse la princesse Maria Vassilievna Vassiltchikova.
- Ielena Vassilievna Kotchoubeï : (1824-1899). Elle épousa Konstantin Grigorievitch Rebinder (1814-1886).
- Iekaterina Vassilievna Kotchoubeï : (1826-1896). Elle épousa Grigori Pavlovitch Galagan (1819-1888).
- Vassili Vassilievitch Kotchoubeï : (1829-1878). Secrétaire de collège (Voir Table des Rangs). Il épousa Nadejda Mikhaïlovna Markovitcheva (1837-1852). Veuf, en 1867, il épousa Maria Ivanovna Dragnevitcheva (1878-?). un fils naquit de cette union : Leonti Vassilievitch Kotchoubeï (1871-1938)[2].

## Évolution de la carrière militaire
- . Enseigne de la Garde. 1788
- Kaptenarmous / Каптенармус (capitaine d'armes). 1794.
- Cadet au Collège des Affaires étrangères. 1799.
- . Enseigne de la garde. 1803.
- . Sous-lieutenant. 1806.
- . Lieutenant. 1809.
- . Capitaine. 1811.
- . Colonel 1813.

## Biographie

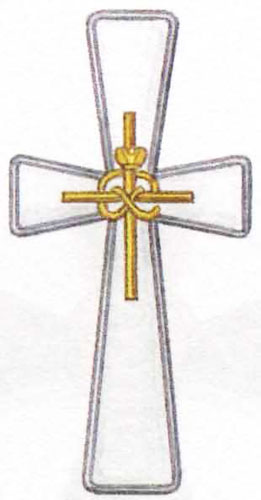
Insigne du Régiment de la Garde Keksgolmski

Frère aîné de Demian Vassilievitch, d'Alexandre Vassilievitch, d'Arkadi Vassilievitch Kotchoubeï (1790-1878) (l'auteur de Chronique de famille), de Ielena Vassilievna Kotchoubeï (1793-1863) et neveu du prince Viktor Pavlovitch Kotchoubeï, Vassili Vassilievitch Kotchoubeï eut pour ascendant Küçük, un bey tartare de Crimée. Né dans une famille ukrainienne. Ses parents de famille noble cosaque furent les propriétaires de domaines à Gloukhovski (oblast de Tchernihiv)

### Enfance
Vassili Vassilievitch Kotchoubeï étudia au domicile de ses parents. Viktor Pavlovitch Kotchoubeï choisit pour diriger les études de ses neveux l'abbé Froment. Il poursuivit ses études à l'école Abbé Nikolia (l'abbé Dominique Charles Nicolas, l'un des fondateurs du Lycée Richelieu d'Odessa), une institution réservée à la noblesse.

### Carrière militaire

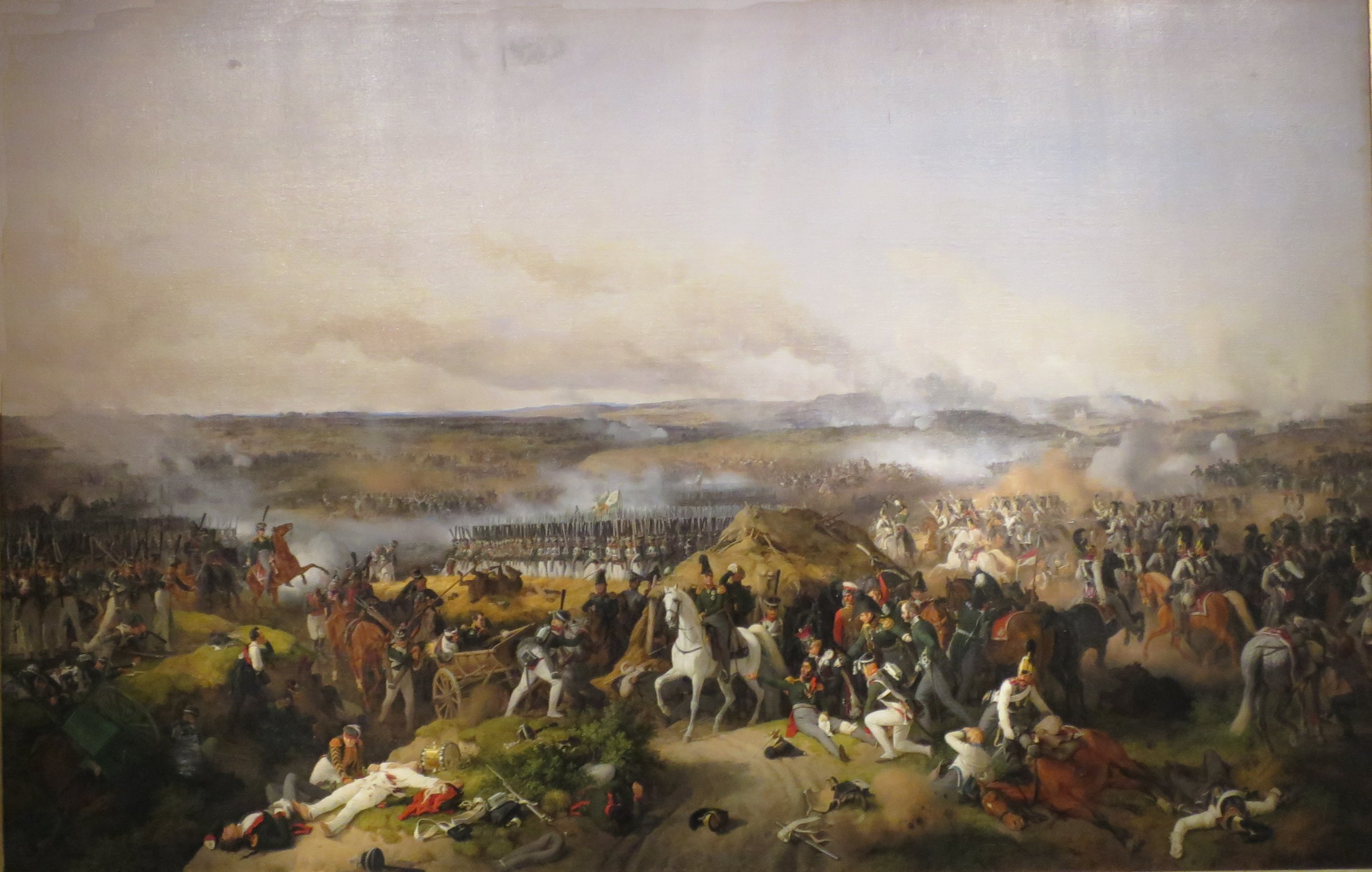
La bataille de Borodino. Le général Piotr Ivanovitch Bagration gisant sur le sol mortellement blessé, à ses côtés, sur le cheval, le général Piotr Petrovitch Konovnitsyne, une œuvre du peintre bavarois Peter von Hess. (1843). Musée de l'Ermitage. Saint-Pétersbourg.

Alors âgé de quatre ans, ce fut au grade d'enseigne que le jeune Vassili fut inscrit en 1788 au Régiment de la Garde Semionovski. En 1794, il fut promu Kaptenarmous / Каптенармус (capitaine d'armes). Le 7 février 1799, il fut cadet au collège des Affaires étrangères. Le 21 octobre 1803, ce fut au grade d'enseigne de la Garde qu'il fut transféré au Régiment de la Garde Keksgolmski. Le 4 octobre 1804, il servit dans les rangs du Régiment de la Garde Preobrajenski. Le 16 octobre 1806, il fut élevé au grade de sous-lieutenant puis le 25 avril 1809 au grade de lieutenant. Le 5 août 1811, il reçut une nouvelle promotion capitaine, à ce grade, il prend part à certaines batailles de la Guerre de la Quatrième Coalition, en outre, il fut engagé dans la Guerre patriotique de 1812. Il se distingua lors de la bataille de Borodino le 7 septembre 1812. Il prit également part à la bataille de Viazma le 3 novembre 1812, aux combats de Dorogobouj, le 7 novembre 1812 Au cours de la Campagne d'Allemagne, il fut engagé dans la bataille de Dresde les 26 et 27 août 1813 et Leipzig les 16 et 19 octobre 1813. Le 30 août 1813, sous les ordres du général Michel Barclay de Tolly, il affronta les troupes françaises à Kulm, au cours des combats, il démontra une grande bravoure, il fut récompensé par l'attribution de l'épée d'or avec l'inscription Pour bravoure. Le 23 septembre 1813, il fut élevé au grade de colonel. Le 27 janvier 1816, il quitta l'armée.

### Carrière dans la fonction publique
Retraité de l'armée, de 1823 à 1830, Vassili Vassilievitch occupa divers postes dans l'administration de l'Empire russe. Tout d'abord, il occupa les fonctions de conseiller de collège (6e rang de la table des rangs) et fut l'adjoint pour des missions spéciales près du gouverneur général de Moscou. Le 3 avril 1825, conseiller d'État (5e rang de la table des rangs). Le 11 janvier 1828, il fut nommé conseiller d'État véritable (4e rang de la table des rangs). Le 22 avril 1830, il occupa les fonctions de héraut d'armes (dans l'Empire russe, personne chargée des affaires de la noblesse) Le 6 avril 1830, il siégea en qualité de conseiller secret.
En 1829, lors d'une visite à Moscou, il rencontra le poète russe Alexandre Sergueïevitch Pouchkine.

## Décès
Vassili Vassilievitch Kotchoubeï décéda le 9 septembre 1844.

## Domaines
Vassili Vassilievitch Kotchoubeï fut le propriétaire de domaines à Gloukhovski (oblast de Tchernihiv)

## Distinctions
- . 19 décembre 1812. Ordre de Saint-Vladimir (4e classe avec ruban)
- . 2 septembre 1826. Ordre de Sainte-Anne (avec diamants).
- . 17 août 1813. Ordre de Sainte-Anne (2e classe avec diamants).
- . 15 juin 1813. Ordre de Sainte-Anne(2e classe).
- Épée d'or avec l'inscription Pour bravoure. 3 juin 1813.
- Ordre royal prussien Pour le Mérite. 15 juin 1813.
- . Croix de fer prussienne. 17 août 1813.

### Source
- « 13q.ru »(Archive.org • Wikiwix • Archive.is • Google • Que faire ?)